# M to N no shōzō
M to N no Shōzō (MとNの肖像) est un manga en 6 volumes de Tachibana Higuchi sorti entre 2000 et 2002. Il a été prépublié dans le magazine Hana to yume et est publié au Japon par Hakusensha.

## Synopsis
Dès son premier jour au lycée, Natsuhiko a découvert le secret de Mitsuru: lorsque quelqu'un est un peu agressif avec elle, elle devient très violente. Mais Natsuhiko a un problème tout aussi mauvais: lorsque son regard croise un miroir, il devient fou de joie à son image. Ils espèrent donc tous les deux réduire leurs chances d'être exposés en raison de leur comportement bizarre.